# Lavilleneuve-au-Roi
Lavilleneuve-au-Roi ist eine französische Gemeinde mit 68 Einwohnern (Stand: 1. Januar 2022) im Département Haute-Marne in der Region Grand Est. Sie gehört zum Kanton Châteauvillain und zum Arrondissement Chaumont. 

## Lage
Die Gemeinde liegt im Tal des Flusses Renne. Sie ist umgeben von folgenden Nachbargemeinden:
| Montheries |                                             | Juzennecourt            |
|            | Kompassrose, die auf Nachbargemeinden zeigt | Gillancourt             |
| Vaudrémont |                                             | Autreville-sur-la-Renne |

## Geschichte
Lavilleneuve-au-Roi wurde 1972 mit Saint-Martin-sur-la-Renne und Valdelancourt zur Gemeinde Autreville-sur-la-Renne fusioniert. Am 1. Januar 2012 wurde Lavilleneuve-aur-Roi wieder selbständig.

## Bevölkerungsentwicklung
| Einwohner                  | 124 | 93 | 92 | 87 | 74 |
| Quellen: Cassini und INSEE |     |    |    |    |    |